# Osvaldo Güenzatti
Osvaldo Óscar Güenzatti (Buenos Aires, 23 marzo 1931) è un ex calciatore argentino, di ruolo centrocampista.

## Carriera

### Club
Ha trascorso l'intera carriera in club argentini.

### Nazionale
Con la maglia della Nazionale ha collezionato due presenze, entrambe nel 1959.